# The Milt Grant Show
The Milt Grant Show fue un programa de televisión de baile para adolescentes estadounidense presentado por Milton «Milt» Grant (1923-2007). Se emitió en WTTG (canal 5), una estación independiente en Washington D. C., desde 1956 hasta 1961. Con un tono similar al Bandstand de la estación WFIL-TV de Filadelfia, el programa no solo fue el programa de televisión mejor calificado del mercado durante gran parte de su transmisión, sino que precedió a una carrera de toda una vida en la administración y propiedad de estaciones de televisión para Grant. El programa fue considerado un ícono cultural de finales de la década de 1950 y principios de la de 1960 en Washington.

## Trasfondo
La carrera de radiodifusión de Milton Grant comenzó en la radio después de graduarse de la Universidad de Columbia y la Universidad de Nueva York, con períodos en WARM en Scranton, Pensilvania, y las estaciones de Washington D. C. WTOP y WINX de 1947 a 1953. Trabajando exclusivamente en WOL a partir de 1953, Grant comenzó a presentar el programa semanal de películas, bailes y talentos Marion Showcase sobre WTTG al año siguiente.

## Trabajo de televisión a tiempo completo
WTTG lanzó Milt Grant's Record Hop el 22 de julio de 1956, con WOL transmitiendo simultáneamente el audio de la estación de televisión. El programa de Grant, que contó con el apoyo adicional de la policía del área y organizaciones cívicas como un «enfoque constructivo» contra la delincuencia juvenil, se originó en un salón de baile en el Raleigh Hotel seis días a la semana (entre semana por la tarde a las 5 pm y mediodía los sábados). Grant produjo el programa y vendió su publicidad, con Pepsi como su cliente más notable. Después de firmar un contrato con WTTG en octubre de 1956, Grant rompió sus lazos con WOL. El programa comenzó a denominarse The Milt Grant Show en abril de 1957.
Durante su funcionamiento de cinco años, el espectáculo se convirtió en una piedra de toque cultural de Washington. Estrellas de alto perfil del día, como Chuck Berry, Buddy Holly, Frankie Avalon, Nat King Cole, Bobby Darin, Ike & Tina Turner, Harry Belafonte y Fabian, así como actos regionales como The Jaguars, una banda con Charlie Daniels, fueron invitados en el programa durante su ejecución. Carl Bernstein, más tarde reportero de investigación, afirmó haber sido un bailarín «semiregular» en el programa. Mark Opsasnick, un historiador cultural cuyo libro Capitol Rock narra la historia de la música rock and roll en el área de Washington, reconoció a Grant como «uno de los pioneros más importantes» en los primeros años del género a nivel local. Cuando la cadena ABC estrenó American Bandstand y los dos programas se transmitieron uno frente al otro, el programa Grant atrajo índices de audiencia más altos en Washington. El programa también fue lucrativo para Grant; en un momento, el contrato de Grant tuvo que ser renegociado porque ganaba más dinero que John Kluge, el director ejecutivo del propietario de WTTG, Metropolitan Broadcasting.
Sin embargo, no todos fueron siempre bienvenidos en el programa. A los bailarines negros solo se les permitía los martes, y no se les permitía bailar con parejas blancas. Años después de que terminara la carrera de Grant, WOOK-TV, una nueva estación de frecuencia ultra alta (UHF) que fue pionera en la programación para la comunidad negra en Washington, recaería en WOOK-TV para llenar este vacío para las audiencias negras con su Teenarama Dance Party.

## Cancelación
WTTG optó por cancelar The Milt Grant Show después de su edición del 15 de abril de 1961. La medida decepcionó a Grant, desconcertó a los expertos en medios y llevó a los estudiantes de secundaria a protestar contra The Washington Post, con la esperanza de llamar la atención sobre su causa. Luego, Grant comenzó a presentar programas de fin de semana en una «red para adolescentes» de cuatro estaciones suburbanas de Washington: WPGC, WAVA, WINX y WEEL.
Grant pasó a una carrera en la gestión y propiedad de estaciones independientes, que comenzó con la fundación de WDCA-TV (canal 20) en Washington en 1966 y continuó en otras ciudades hasta su muerte en 2007. Sin embargo, expresó un cariño continuo por el tiempo que pasó presentando The Milt Grant Show. En 1990, cuando regresó a Washington para una proyección en los Archivos Nacionales de las únicas imágenes sobrevivientes del programa, calificó su tiempo como presentador del programa como «muy importante» y le dijo a la audiencia: «Fuimos parte del gran nuevo comienzo de la televisión y había tanta energía. Me hizo enamorarme de la televisión y todos sus poderes». Grant señalaría más tarde la importancia de sus años como disc jockey en su carrera como propietario de una estación de televisión: «Aprendí sobre las audiencias y cómo influir en ellas para que responder a lo que les pidas que hagan».